# Čagona
Čagona – wieś w Słowenii, w gminie Cerkvenjak. W 2018 roku liczyła 241 mieszkańców.